# Équevilley
Équevilley település Franciaországban, Haute-Saône megyében. Lakosainak száma 120 fő (2022. január 1.). Équevilley Conflans-sur-Lanterne, Breurey-lès-Faverney, Mersuay, Neurey-en-Vaux, Le Val-Saint-Éloi és La Villedieu-en-Fontenette községekkel határos.

## Népesség
A település népességének változása:
| Lakosok száma | 130  | 126  | 123  | 123  | 122  | 122  | 121  | 120  |
|               | 2013 | 2015 | 2017 | 2018 | 2019 | 2020 | 2021 | 2022 |